# Jagdstaffel 62

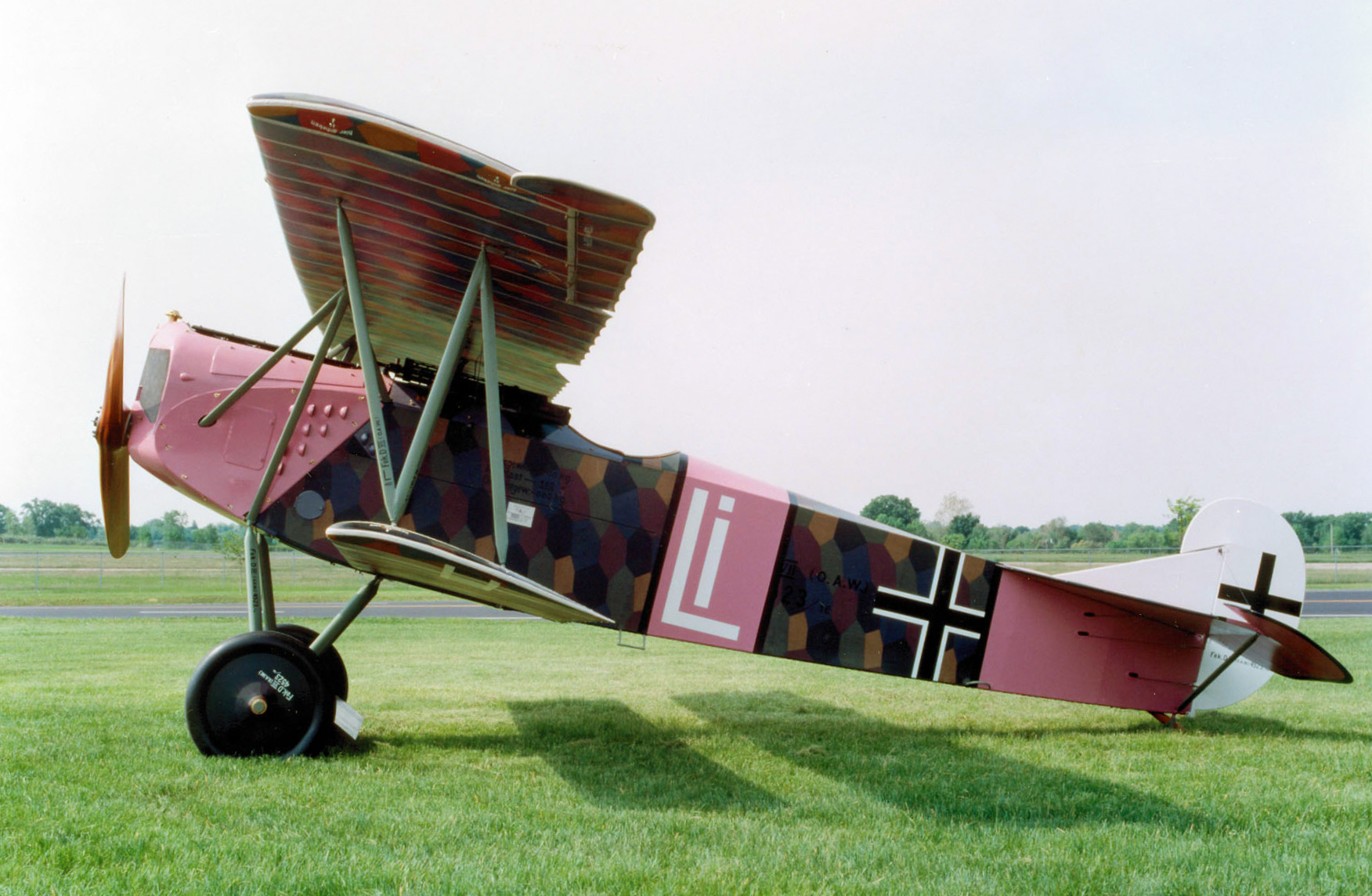
Fokker D.VII

Jagdstaffel 62 – Königlich Preußische Jagdstaffel Nr. 62 – Jasta 62 jednostka lotnictwa niemieckiego Luftstreitkräfte z okresu I wojny światowej.

## Informacje ogólne
Jednostka została utworzona 16 stycznia 1918 roku w szkole obserwatorów i pilotów West w Diest. Pierwszym dowódcą eskadry został ppor. Ludwig Leur z Jagdstaffel 27. Gotowość bojową eskadra uzyskała 16 stycznia i przeniesiona została w obszar działania 1 Armii na lotnisko w Thugny.
W połowie marca 1918 roku eskadra została przydzielona do 18 Armii i stacjonowała najpierw na lotnisku w Bohain, a kilka dni później została przeniesiona do Balâtre koło Roye. Pierwsze zwycięstwo odniósł ppor. Tonjes 31 marca, który w okresie od 22 maja do 7 lipca pełnił obowiązki dowódcy eskadry. 7 czerwca nastąpiła zmiana na stanowisku dowódcy. Został nim pochodzący ze Śląska ppor. Max Näther, który do końca wojny odniósł łącznie 26 zwycięstw, wszystkie w Jasta 62.
5 lipca jednostka została przeniesiona do St. Remy w obszar operacji 1 Armii gdzie pozostała do 14 września, kiedy została przeniesiona do Prullin-Higny w obszarze działań Armee-Abteilung „C”.
Jasta 62 przez pewien czas należała do Jagdgrupp 1.
Eskadra walczyła między innymi na samolotach Fokker D.VII.
Jasta 62 w całym okresie wojny odniosła ponad 42 zwycięstwa nad samolotami nieprzyjaciela w tym 16 nad balonami obserwacyjnymi. W okresie od lutego 1918 do listopada 1918 roku jej straty wynosiły 3 zabitych w walce, 2 rannych oraz 2 pilotów dostało się do niewoli.
Łącznie przez jej personel przeszło 2 asów myśliwskich:
Max Näther (26), Ludwig Luer (2)
W Jasta 62 służył Polak Stanisław Rozmiarek, który zgłaszał cztery zwycięstwa powietrzne jednak tylko jedno zostało mu zaliczone.

## Dowódcy eskadry
| Stopień      | Nazwisko    | Okres                   |
| ------------ | ----------- | ----------------------- |
| Podporucznik | Ludwig Leur | 16.01.1918 – 22.05.1918 |
| Podporucznik | Tonjes      | 22.05.1918 – 7.07.1918  |
| Porucznik    | Max Näther  | 07.07.1918 – 11.11.1918 |